# Бухарин, Геннадий Иванович
 Медиафайлы на Викискладе
Генна́дий Ива́нович Буха́рин (16 марта 1929, Рыбная Слобода — 3 ноября 2020) — советский гребец, двукратный бронзовый призёр Олимпийских игр (Мельбурн 1956). Мастер спорта СССР (1955). Заслуженный мастер спорта СССР (1958).

## Карьера
Выступал за Вооруженные силы.
На Олимпийских играх 1956 года выиграл две бронзовые медали в гребле на каноэ-одиночках на 1000 и 10 000 метров.
Четырёхкратный чемпион СССР в гребле на каноэ-одиночках на 10 000 метров в 1955, 1956, 1957 и 1959 годах, а также чемпион страны в эстафете 4 × 500 метров на каноэ-одиночках в 1960 году.

## Награды
- Орден «Знак Почёта» (27.04.1957) — «за успехи, достигнутые в деле развития массового физкультурного движения в стране, повышения мастерства советских спортсменов, и успешное выступление на международных соревнованиях»